# Aurora (Ontario)

Ubicación de Aurora dentro del Municipio Regional de York.

Aurora (población en 2016: 55 445 habitantes; población en 2021: 62 057 habitantes) es un pueblo en el centro de la región de York en el area metropolitana de Toronto, dentro de la Herradura Dorada del Sur de Ontario, Canadá. Se localiza al norte del pueblo de Richmond Hill y está parcialmente situado en la morrena de Oak Ridges. En el censo de Canadá de 2021, la población municipal de Aurora fue la 92ª más grande de Canadá, mientras que en el censo de 2016 era la 95ª y en el de 2006, la 97ª.  Aurora ha sido clasificada como una de las diez ciudades más ricas de Canadá.

## Historia

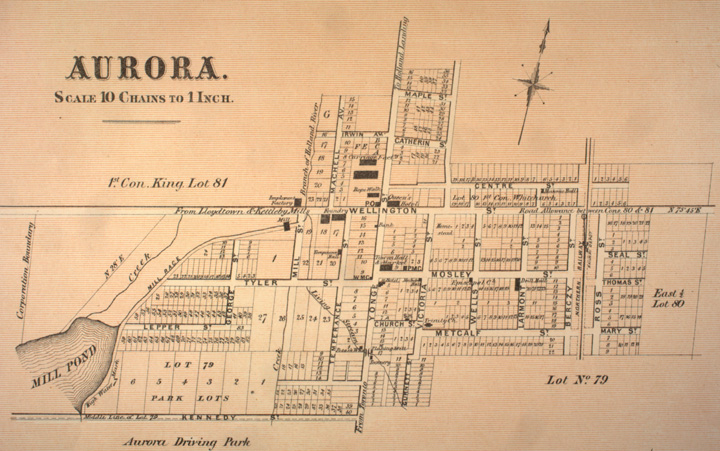
Mapa de Aurora de 1878. La escala está denotada en cadenas, un equivalente de medida a 66 pies o 20.12 metros.

El vicegobernador John Graves Simcoe dio la orden de que la calle de Yonge se extendiera hasta Holland Landing en 1793, el primer paso hacia el establecimiento de una comunidad donde ahora se ubica Aurora. La calle de Yonge se construyó entre 1794 y 1796. En 1975 se construyó la primera casa en Aurora en la calle de Yonge y la avenida Catherine. El gobierno empezó a otorgar escrituras de las tierras en 1797. Para 1801 ya había catorce casas.
En 1804, Richard Machell se convirtió en el primer comerciante de la intersección de Yonge y Wellington, y el caserío pronto se conoció como las Esquinas de Machell. Charles Doan fue otro de los primeros empresarios de las Esquinas de Machell y se convirtió en el primer jefe de la oficina de correos, y después en el primer alguacil. La primera oficina de correos originalmente se conoció como "Whitchurch". Como jefe de la oficina de correos, influyó para renombrar el pueblo como Aurora, como la diosa Aurora de la mitología romana.  Machell propuso renombrarla como "Match-Ville", aparentemente por la fábrica de fósforos del pueblo, pero el nombre de Aurora fue más popular y al final se eligió como el nombre del pueblo. Se construyeron molinos de harina y moliendas aproximadamente en 1827. Con la llegada del ferrocarril en 1853, Aurora emergió como un importante centro al norte de Toronto. La fundición de Fleury Plow abrió en 1859, fabricando herramientas para la agricultura. 
Primero se le conocía a la comunidad como Esquinas de Machell y solo tenía 100 residentes en 1851. La población de Aurora en 1863 era de 700, y para 1869 había crecido a 1 200.
El asentamiento se constituyó como aldea en 1863 con Charles Doan como el primer alguacil. Los expedientes de 1885 describen a Aurora como "la aldea más grande del condado", una "comunidad emprendedora y de negocios interesantes" con muchas fábricas y moliendas, cinco iglesias, una escuela residencial con 210 estudiantes, y dos periódicos semanales. La población en 1881 era de 1 540 habitantes. La población alcanzó los 2 107 residentes para 1888.
En Aurora vivió durante su niñez Lester B. Pearson, primer ministro de Canadá entre 1963 y 1968 cuando su padre, el reverendo Edwin Pearson, era ministro metodista.
Aurora se destaca por preservar su diseño, y en 2008 se le otorgó el Premio Príncipe de Gales por Liderazgo en Patrimonio Municipal. En 2009 la ciudad recibió el Premio al Patrimonio de Ontario por Liderazgo Comunitario que otorga el vicegobernador a la conservación y promoción del patrimonio.
El 8 de abril de 2010 la ciudad reabrió la histórica y totalmente renovada Escuela Church Street como el Centro Cultural de Aurora.
Aurora está hermanada con la ciudad sueca de Leksand.

## Geografía
Aurora está situada al norte de la morrena Oak Ridges y colinda con Newmarket al norte, Richmond Hill al sur, King City al oeste y Whitchurch-Stouffville al este.

## Demografía
Según el censo de 2016, la ciudad tenía una población de 55 445 habitantes. La tasa de crecimiento de la ciudad desde 2011 hasta 2016 fue de 4.2 %. Según las cifras recientes de población, la densidad de población es de 1,112.3 habitantes por kilómetro cuadrado. Se pronostica que la población alcance aproximadamente 69,688 para 2020. En 2010, el ingreso familiar promedio en Aurora era de 155 463 dólares, convirtiéndola en una de las ciudades más prósperas de Canadá. El inglés es la lengua materna del 73.7 % de los habitantes de Aurora. Le siguen el italiano (2.4 %), el ruso (2.3 %), el persa (1.7 %), el chino, los que no especificaron lengua (1.5 %) y el español (1.4 %).

## Gobierno
El gobierno municipal del Pueblo de Aurora se compone de un alcalde y ocho concejales elegidos a manera "general". El concejal que tenga más votos se convierte en el subalcalde y puede representar al alcalde. El alcalde es miembro del Concejo Regional de York. En las elecciones municipales del 25 de octubre de 2010, Geoff Dawe fue elegido como alcalde. El pueblo es parte del distrito electoral federal de Newmarket-Aurora. El distrito electoral está representado en la Cámara de los Comunes de Canadá por Kyle Peterson, miembro del Partido Liberal de Canadá, quien primero fue elegido en la elección federal de 2015. Aurora también es parte del distrito electoral provincial de Newmarket-Aurora. El miembro del Parlamento Provincial es Chris Ballard, quien fue elegido en la elección general de Ontario de 2014. Ballard pertenece al Partido Liberal de Ontario y vive en Aurora. 

## Planificación Urbana
Una gran porción de Aurora sin desarrollar  está sujeta a la legislación del Cinturón Verde del Gobierno de Ontario que impone límites al crecimiento de lugares designados del Cinturón Verde. En Aurora esto afecta en su mayoría a las áreas del sudeste de la ciudad. El crecimiento se está dando en las zonas del noreste, particularmente como una alta densidad viviendas y casas sobre la avenida Bayview y el norte de la calle Wellington Este en el límite este de Aurora entre la calle Leslie y la Autopista 404.
El futuro crecimiento se concentrará en dos áreas de terrenos no urbanizados del pueblo: los Terrenos 2C, ubicados en las partes este y oeste de la calle Leslie, hacia el norte partiendo de la calle Aurora Road hasta el límite del pueblo, justo al norte de la avenida St. John's Sideroad. Como parte de la revisión del Plan Oficial, el Ayuntamiento de Aurora pronto considerará un plan que reexamine los terrenos para generación de empleos, que podrían generar aproximadamente 6,000 empleos, preservados en la parte este de la calle Leslie y con restricción residencial al lado oeste de la calle Leslie.
El Paseo de Aurora
Otra área de crecimiento será por medio de la intensificación de los corredores de las calles Yonge y Wellington. Como parte de la reexaminación del Plan Oficial del pueblo, un subcomité del Ayuntamiento desarrolló un plan en 2010, llamado el Paseo de Aurora, que presentaba una nueva urbanización y reurbanización para los siguientes años. Más de 30 reuniones públicas, jornadas de puertas abiertas y talleres se realizaron para crear el plan. Se espera que más de 2 930 residentes habiten sobre los corredores de las calles Yonge y Wellington, cerca de los nuevos sistemas de transporte que Viva está implementando. Se esperaba que el estudio estimulara la nueva urbanización y reurbanización a lo largo de ambos corredores en los próximos años y que estimulara el centro del pueblo. 

## Transporte

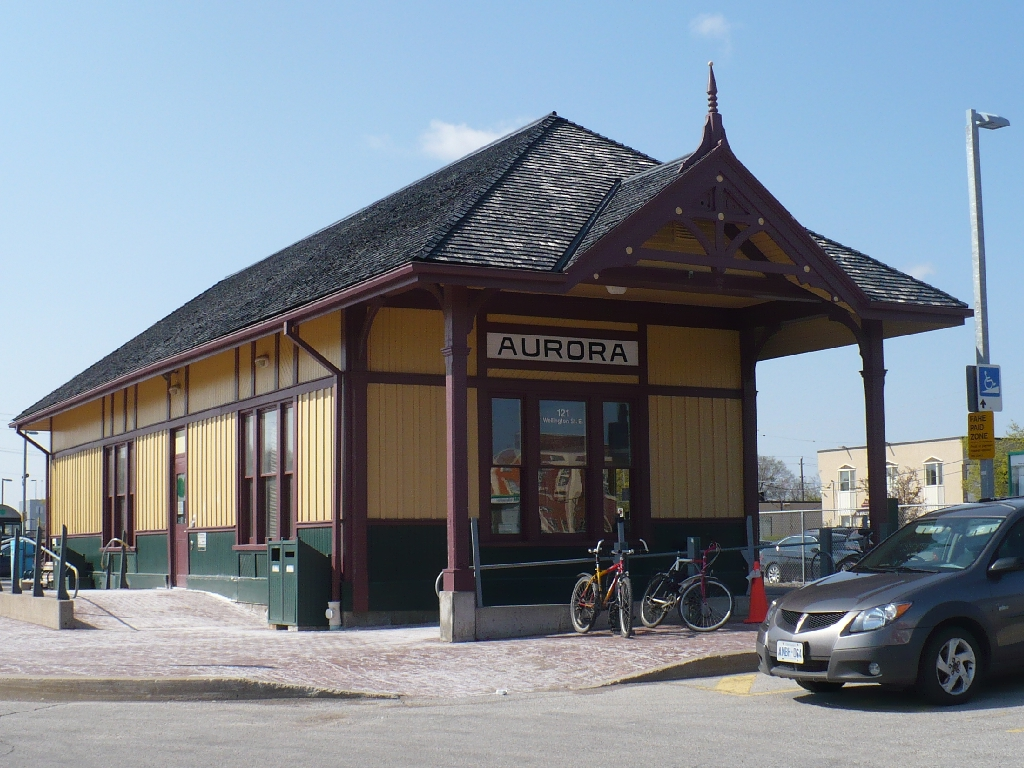
La Histórica Estación de Tren de Aurora

### Rutas
Las principales rutas que atraviesan Aurora incluyen las calles Bathurst en el límite oeste, la calle Yonge, la avenida Bayview, la calle Leslie y la Autopista 404 en el límite este, y la calle Bloomington en el límite sur. La calle Wellington es la avenida principal de este a oeste, y el área de Yonge y Wellington tiene el mayor volumen de tránsito de Aurora. St. John's Sideroad es la principal avenida al norte del pueblo, ubicada aproximadamente a 100 metros de su límite norte.

### Transporte público
En el Pueblo de Aurora opera el sistema de transporte público York Region Transit (YRT), incluyendo varias rutas locales además de su servicio de Tránsito de Autobuses Rápidos de Viva Blue. La Estación de Tren Aurora GO es una parada de la Línea Barrie del sistema de tren interurbano GO Transit. El tren sale aproximadamente cada 15-30 minutos con dirección al sur hacia Toronto durante las horas pico de la mañana entre semana, y con dirección al norte hacia Barrie aproximadamente cada 30 minutos durante las horas pico de la tarde. Por la noches, los fines de semana, los días festivos, además de durante las horas del mediodía entre semana, los trenes operan aproximadamente cada hora entre Aurora y Toronto con conexiones del servicio de autobuses de GO Bus en Aurora con destino a y provenientes de Barrie. Dentro del plan de Tren Exprés Regional de GO Transit, con fecha límite en 2024 se aumentará el servicio para que opere cada 15 minutos durante las horas pico, el mediodía, la noche y fin de semana entre Aurora y Toronto con el uso de trenes eléctricos en vez de los trenes actuales de diésel, y por toda la ruta entre Barrie y Toronto cada 30 minutos durante las horas pico y cada 60 minutos fuera de las horas pico.

## Arquitectura
La armería de Aurora es un edificio reconocido como Patrimonio Federal, protegido en 1991 en el Registro de Edificios Patrimoniales del Gobierno de Canadá. Otro edificio de Aurora destacable es la Casa Hillary, catalogada como Lugar Histórico Nacional y reconocida por el Consejo de Lugares y Monumentos Históricos Nacionales como uno de los mejores ejemplos de la arquitectura neogótica de Canadá.